# Lilla Kålviks Båtbyggeri
Lilla Kålviks Båtbyggeri AB är ett svenskt träbåtsvarv i Lilla Kålvik, strax norr om Mollösund på Orust.
Lilla Kålviks Båtbyggeri grundades som R. Perssons Båtbyggeri i Lilla Kålvik av Roland Persson (död 2003) i slutet av 1960-talet. Han flyttade då sitt båtbyggeri från Henån, efter det att varvet där brunnit ned. Roland Persson hade lärt sig båtbyggeri på Orust sedan barnsben. Bland annat arbetade han från tidigt 1950-tal hos sin släkting Tore Larsson i Kungsviken, som hade ett av de två svenska träbåtsvarv som gjort sig kända för att bygga segelbåtar av typ Andunge. Roland Persson öppnade i mitten av 1950-talet sitt eget båtbyggeri mittemot nuvarande Najadvarvet på Lunden i Henån, vilket i slutet av 1960-talet hamnade på nuvarande varvstomt i Lilla Kålvik.
Båtbyggeriet togs efter Roland Perssons död över av hans dotter Christina Andersson. Det drivs idag av henne och hennes son Johnny Andersson som båtbyggare. Det är ett av ett fåtal återstående träbåtsvarv i Sverige.
Produktionen består huvudsakligen av snipor, ekor och roddbåtar efter Roland Perssons modeller. Varvet har också under senare år efter Tore Larssons mallar byggt de senast byggda Andunge i trä.
De ursprungligen av Roland Persson byggda sniporna kännetecknas av en kraftigt inbyggd akter, där borden är så basade att ändträ nästan möts mot ändträ.